# Noppenfolie

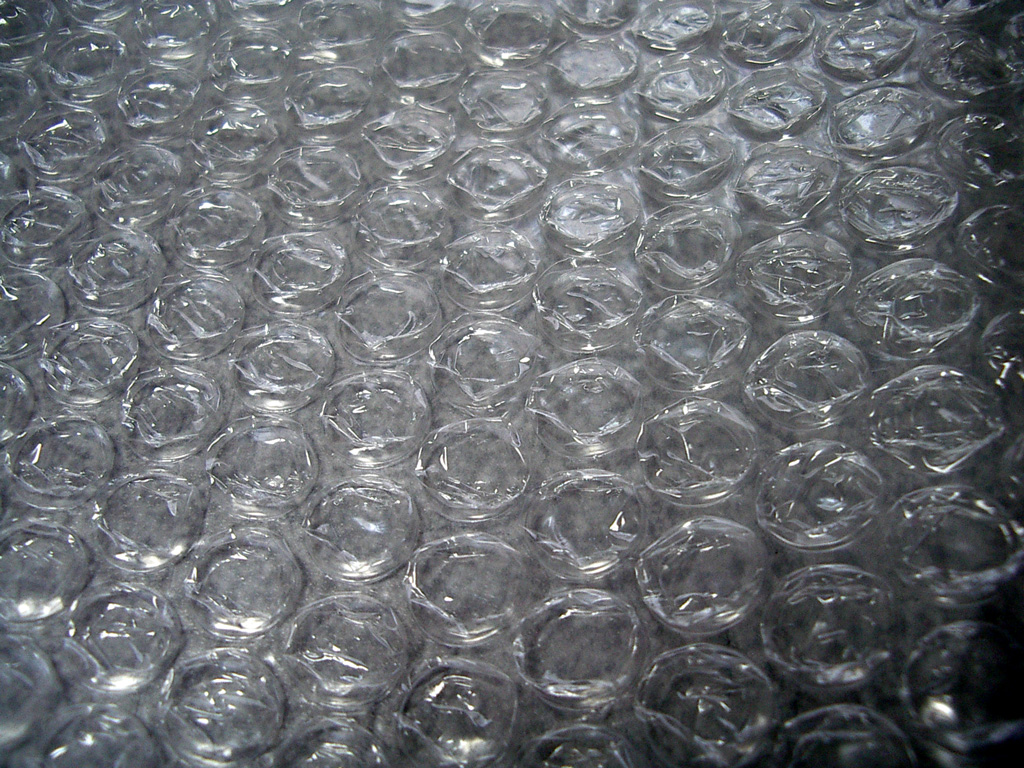
Noppenfolie

Noppenfolie (in de volksmond vaak bubbeltjes- of bolletjesplastic genoemd) is een doorzichtig en flexibel verpakkingsmateriaal van kunststof dat gebruikt wordt om breekbare voorwerpen in te pakken. Belletjes lucht in halve bollen in de folie vormen kussentjes die breekbare voorwerpen kunnen beschermen.
De Engelse naam voor het materiaal, bubble wrap, is eigendom van de Sealed Air Corporation en zou daarom eigenlijk slechts gebruikt mogen worden voor producten van dat bedrijf. De term wordt in het dagelijks leven echter regelmatig gebruikt voor het benoemen van gelijksoortige materialen.
Noppenfolie werd in 1957 bij toeval uitgevonden door twee ingenieurs, Alfred Fielding en Marc Chavannes, die op zoek waren naar behang met reliëf en een papieren achterkant die makkelijk te reinigen was.
De bolletjes in het materiaal kunnen dienen als een schokdemper voor het beschermen van breekbare of gevoelige voorwerpen tijdens vervoer. De bolletjes kunnen in grootte variëren van 6 millimeter tot meer dan 2,5 centimeter. Naast de belletjes kan ook het plastic zelf verpakte materialen beschermen. Zo worden gevoelige elektronische onderdelen verpakt in antistatische noppenfolie om ze te beschermen tegen statische elektriciteit die voorwerpen als geïntegreerde schakelingen zou kunnen beschadigen. Een andere toepassing van noppenfolie is als isolatiedeken over zwembaden. Met de noppen omlaag ontstaat een isolerende laag lucht en belletjes. Overigens ontstaat het grootste deel van het isolerend effect door tegengaan van verdamping. Hierdoor helpt het folie ook water en chloor besparen. Over de ideale kleur en eventuele coating is geen eenduidigheid. Een niet-doorschijnend folie houdt algengroei tegen. Uv-licht en chloor hebben een degeneratieve invloed op het materiaal.
Noppenfolie wordt ook gebruikt om cd's of breekbare spullen per post te versturen. Hiervoor worden speciale enveloppen gebruikt die aan de binnenzijde zijn bekleed met noppenfolie.